# Nakashibetsu, Hokkaidō
Nakashibetsu (中標津町 Nakashibetsu-chō) là thị trấn thuộc huyện Shibetsu, phó tỉnh Nemuro, Hokkaidō, Nhật Bản. Tính đến ngày 1 tháng 10 năm 2020, dân số ước tính thị trấn là 23.010 và mật độ dân số là 34 người/km2. Tổng diện tích thị trấn là 684,98 km2.